# 하울링 2
하울링 2(Howling II: Your Sister Is A Werewolf)는 영국에서 제작된 필립 모라 감독의 1985년 공포 영화이다. 시빌 대닝 등이 주연으로 출연하였다.

## 출연

### 주연
- 시빌 대닝
- 애니 맥엔로
- 크리스토퍼 리
- 렙 브라운
- 마샤 A. 헌트

### 조연
- 페르디 마이네
- 지미 네일
- 얀 클라우스

## 제작진
- 미술: 카렐 바섹